# Крайні точки Польщі

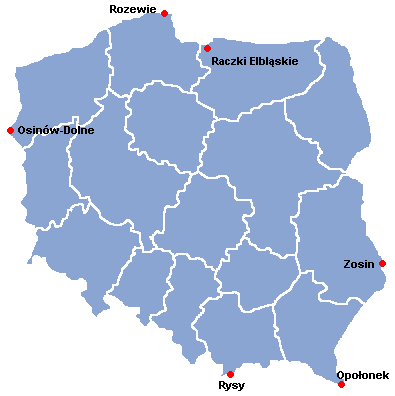
На мапі країни

Це список крайніх точок Польщі, за координатами і не тільки.

## Географічні
- Північ: 54°50′ пн. ш. 18°04′ сх. д. / 54.833° пн. ш. 18.067° сх. д.
Пляж Ястжемба Гура пол. Jastrzębia Góra у місті Владиславово, Поморське воєводство. Знак «Північна Зірка» встановлений біля мису Розеве на балтійському узбережжі.
- Південь: 49°00′09″ пн. ш. 22°50′50″ сх. д. / 49.00238° пн. ш. 22.84710° сх. д.
Волосате, поблизу гори Ополонек, Східні Бескиди, Підкарпатське воєводство
- Схід: 50°52′07″ пн. ш. 24°08′45″ сх. д. / 50.86852° пн. ш. 24.14585° сх. д.
р. Буг, біля Зосина, Люблінське воєводство
- Захід: 52°50′18″ пн. ш. 14°07′23″ сх. д. / 52.83827° пн. ш. 14.12298° сх. д.
р. Одра, поблизу Осинува, Західнопоморське воєводство

## Відносно рівня моря
- Найвища:
Гора Риси, Високі Татри, Малопольське воєводство (2499 м, але власне вершина, 2503 м., знаходиться у Словаччині)
- Найнижча:
Рачки-Ельбльонскі, гирло Вісли, Поморське воєводство (-1.8 м)

## Інше
- Центр 52°4′9″ пн. ш. 19°28′50″ сх. д. / 52.06917° пн. ш. 19.48056° сх. д.
місто Пйонтек у однойменній гміні (Лодзинське воєводство) вважається «геометричним» (а не географічним центром) Польщі.